# Tizi Uzu
Tizi Uzu (en árabe, تيزي وزو , en amazig, ⵜⵉⵣⵉ ⵡⴻⵣⵣⵓ Thizi Wezzu o Tizi Wezzu, en francés, Tizi Ouzou) es una ciudad bereber de Argelia, cabeza de la wilaya del mismo nombre, en la región de la Gran Cabilia (también llamada Alta Cabilia), en el norte del país y al este de Argel. Su nombre viene del cabilio Tizi Uzezzu que significa "el puerto de las retamas". Es la segunda ciudad de Cabilia después de Bgayeth, y en 2008 su población se estimaba en 160.000 habitantes.
Es considerada como la capital cultural de Cabilia. La lengua hablada mayoritariamente es el cabilio, una variante de la lengua bereber tamazight. El francés es la primera lengua extranjera.

## Localización
La ciudad de Tizi Ouzou se encuentra en la cuenca del río Sebaou, que no supera 200 m de altitud, y está rodeada por montes que alcanzan entre 800 y 1000 m. La provincia (wilaya) de Tizi Ouzou está poblada por alrededor de 1.400.000 habitantes, distribuidos sobre un área de 2.950 km², y limita al oeste con la wilaya de Boumerdès, al sur con la wilaya de Bouira, al este con la wilaya de Béjaïa, y al norte con el mar Mediterráneo.
La ciudad está bien comunicada. Una autopista la une con la capital del país, Argel, situada a apenas 100 km. Se encuentra a 50 km de ciudades balnearias como Tigzirt y Azefoun, y a menos de 150 km del desierto del Sáhara.

## Sociedad
Tizi Ouzou cuenta con una importante universidad, la Universidad Mouloud Mammeri de Tizi Ouzou, (U.M.M.T.O) que acoge unos 42.500 estudiantes repartidos en una trentena de carreras.
El equipo deportivo de fútbol de Tizi Ouzou, la Jeunesse sportive de Kabylie (Juventud deportiva de Cabilia) o J.S.K, es uno de los clubes más famosos de África por haber ganado seis veces consecutivas la copa de África. 
Tizi Ouzou fue testigo del drama del Printemps noir (Primavera negra) en 2001, cuando en el pueblo de Ath Douala, un miembro de la gendarmería mató a un joven alumno de 19 años, llamado Guermah Massinissa. Fue entonces el abrasamiento general de toda Cabilia. Más de 125 jóvenes fueron matados por las fuerzas del orden argelinas. Fueron las revueltas más graves que conoció Argelia desde su independencia.
A raíz de estos acontecimientos, varios movimientos políticos hicieron su aparición. Algunos que reclamaban la autonomía de Cabilia, como el Mouvement pour l'autonomie de la Kabylie (Movimiento por la autonomía de Cabilia) (MAK), otros por un reconocimiento de la pluralidad cultural de Argelia, en concreto por un reconocimiento de la identidad bereber en Argelia, como el Movimiento ciudadano de los Aarchs. Al año siguiente, el 10 de abril de 2002, el cabilio fue reconocido lengua nacional pero no oficial.

## Personalidades
- Lounis Aït Menguellet, cantante, compositor y poeta cabileño
- Mouloud Mammeri, escritor, antropólogo y lingüista
- Mouloud Feraoun, escritor argelino de expresión francesa
- Idir, de su verdadero nombre Hamid Cheriet, cantante
- Brahim Izri, escritor argelino de expresión francesa
- Lalla Fatma N'Soumer, una de los dirigentes de la resistencia contra el ejército colonial francés
- Matoub Lounès, cantante y defensor de la cultura bereber
- Saïd Saadi, uno de los actores de la Primavera bereber (Printemps berbère), Secretario General del Rassemblement pour la culture et la démocratie (RCD) (Reunión para la cultura y la democracia)
- Fellag, humorista y escritor
- Ferhat Mehenni, actor de la Primavera bereber (Printemps berbère) y del movimiento asociativo Imazighen imoula, cantante, escritor, hombre político, portavoz del Mouvement pour l'autonomie de la Kabylie (MAK)

## Ciudades importantes de los alrededores
- Larbaa Nath Irathen
- Ain El Hammam
- Azazga,
- Draâ Ben Khedda
- Dellys, estación balnearia
- Tigzirt
- Draa el mizan
- Tiguemounine
- Beni Douala
- boghni

## Industrias
Tizi Ouzou consta de dos polos industriales, Oued Aissi a 10 km del centro de la ciudad, y Freha a 30 km al este, donde se han establecido grandes empresas como:
- Laboratorio Novo Nordisk - empresa farmacéutica danesa
- ENIEM - el fabricante de electrodomésticos más importante de África
- ENEL - fabricante de equipamientos eléctricos
- CEVITAL - planta embotelladora del agua minera LALA KHADIDJA
- IRDJEN - complejo de productos rojos.
- Complejo de productos lácteos de Draâ Ben Khedda.